# Славиша Радовановић
Славиша Радовановић (Пругово 1951 – 2018) је био српски књижевник, први лауреат награде Мирослав Дерета за роман Француска кутија шибица 2006. године. Премиинуо је после краће и тешке болести у 68. години живота.

## Књижевни рад
- Кише над изворима (1987)
- Празне године (1993, Зеветине, Апостроф, Београд)
- Пругово седми век једног села (1993)
- Друго стање рата (1994)
- Салашар (1995)
- Лек за болесне очи роман (1996)
- Пругово хроника села у сенцу храстова (1996)
- А.Б. Вуковар крај азбуке - роман (1997, Просвета )
- Век школе у Пругову (1999)
- Ратници и хуманитарци (2000, Просвета, Пожаревац)
- Чича Горио београдски (2001)
- Очух (2003)
- Краљ тврдокрилаца (2003)
- Легенда о Балзаковом селу (2005, Центар за културу Пожаревац)
- О нагорелој вароши (2005, Прле бук, Петровац на Млави)
- Лепенко са Бувљака - роман за децу (2006)
- Француска кутија шибица (2006; Дерета, Београд) Књижевна награда Мирослав Дерета[4][5]
- Седмо силовање (2007)
- Земуница у Ајндховену (2009)
- Лепенко међу Србима - књига за децу (2010, Букленд)
- Чинови и чини Топчидера (2011)
- Живот по Ла Рашфокоу (2012)
- Комедије (2012)
- Минско поље - роман (2013) награда Бранко Манас за најбољу књигу те године
- Тражи се краљ са француским насловом (2014)
- Цигански суд (2015)
- Историчар (2016)
- Ђинђуве и карике времена - роман за младе (2017)
- Трапез (2018)